# نيل فورت
نيل فورت (بالإنجليزية: Neal Fort)‏ هو لاعب كرة قدم أمريكية ولاعب كرة قدم كندية أمريكي، ولد في 12 أبريل 1968 في وارنر روبينز في الولايات المتحدة.